# Sanctuary Records
Sanctuary Records var det största självständiga skivbolaget i Storbritannien fram till juni 2007 och till februari 2013 numera Universal Music Group; den 14 februari 2009 blev Sanctuary uppköpta av BMG. Sanctuary sköter cirka 120 aktiva musiker och musikgrupper. Det är också världens största ägare av immaterialrätt med över 150 000 låtar. Skivbolagets vd idag är Merck Mercuriadis.
Företaget grundades år 1976 av Rod Smallwood och Andy Taylor. De två männen möttes för första gången på Trinity College i Cambridge och arrangerade tillsammans dansfestligheter för studenter. År 1979 upptäckte de heavy metalgruppen Iron Maiden på en pub i London. De tog namnet Sanctuary efter en låt från Iron Maidens självbetitlade debutalbum.
I november 2006 hoppade grundaren Rod Smallwood av bolaget och startade ett nytt tillsammans med Iron Maiden - Phantom Music.

## Artister
- Adam Green
- Alison Moyet
- Anthrax
- Belle & Sebastian
- Bizarre
- Black Sabbath
- Blues Traveler
- Corrosion of Conformity
- DragonForce
- Earth, Wind & Fire
- Europe
- Fun Lovin' Criminals
- The Gathering
- Gorky's Zygotic Mynci
- Groove Armada
- Guns N' Roses
- Jane's Addiction
- King Crimson
- KISS
- Lynyrd Skynyrd
- Manic Street Preachers
- Megadeth
- Ministry
- Morrissey
- Kelly Osbourne
- Robert Plant
- Queensrÿche
- Rollins Band
- Status Quo
- Super Furry Animals
- Tesla
- Ween
- Widespread Panic
- William Orbit
- Neil Young